# Фудбалска репрезентација Мозамбика
Фудбалска репрезентација Мозамбика (порт. Seleção Moçambicana de Futebol) национални је фудбалски тим који на међународној фудбалској сцени представља афричку државу Мозамбик. Делује под ингеренцијом Фудбалског савеза Мозамбика који је основан 1975, а у пуноправном чланству КАФ и ФИФА је од 1978, односно од 1980. године.
Репрезентација је позната под надимком Os Mambas (Мамбе), националне боје су црна и црвена, а своје домаће утакмице тим игра на националном стадиону Зимпето у Мапуту капацитета око 42.000 места. ФИФА кôд земље је MOZ. Најбољи пласман на ФИФА ранг листи репрезентација Мозамбика остварила је у новембру 1997. када је заузимала 66. место, док су најлошији пласман имали у јулу 2005. када су заузимали 134. место.
Репрезентација Мозамбика се у досадашњој историји никада није пласирала на неко од светских првенстава, док је на континенталном Афричком купу нација екипа учествовала четири пута (први пут 1986), и ни једном нису успели да прођу групну фазу такмичења.

## Резултати на светским првенствима
| ФИФА светско првенство | ФИФА светско првенство                 | ФИФА светско првенство                 | ФИФА светско првенство                 | ФИФА светско првенство                 | ФИФА светско првенство                 | ФИФА светско првенство                 | ФИФА светско првенство                 | ФИФА светско првенство                 |                                       | Квалификације за светска првенства    | Квалификације за светска првенства    | Квалификације за светска првенства    | Квалификације за светска првенства    | Квалификације за светска првенства    | Квалификације за светска првенства |
| Година                 | Коло                                   | Пласман                                | Ут                                     | П                                      | Н                                      | И                                      | Гол+                                   | Гол-                                   | Ут                                    | П                                     | Н                                     | И                                     | Гол+                                  | Гол-                                  |                                    |
| ---------------------- | -------------------------------------- | -------------------------------------- | -------------------------------------- | -------------------------------------- | -------------------------------------- | -------------------------------------- | -------------------------------------- | -------------------------------------- | ------------------------------------- | ------------------------------------- | ------------------------------------- | ------------------------------------- | ------------------------------------- | ------------------------------------- | ---------------------------------- |
| 1930−1974.             | Нису учествовали, били део Португалије | Нису учествовали, били део Португалије | Нису учествовали, били део Португалије | Нису учествовали, били део Португалије | Нису учествовали, били део Португалије | Нису учествовали, били део Португалије | Нису учествовали, били део Португалије | Нису учествовали, били део Португалије | Нису учествовали                      | Нису учествовали                      | Нису учествовали                      | Нису учествовали                      | Нису учествовали                      | Нису учествовали                      |                                    |
| 1978.                  | Нису учествовали                       | Нису учествовали                       | Нису учествовали                       | Нису учествовали                       | Нису учествовали                       | Нису учествовали                       | Нису учествовали                       | Нису учествовали                       | Одбили да наступе у квалификацијама   | Одбили да наступе у квалификацијама   | Одбили да наступе у квалификацијама   | Одбили да наступе у квалификацијама   | Одбили да наступе у квалификацијама   | Одбили да наступе у квалификацијама   |                                    |
| 1982.                  | Нису се квалификовали                  | Нису се квалификовали                  | Нису се квалификовали                  | Нису се квалификовали                  | Нису се квалификовали                  | Нису се квалификовали                  | Нису се квалификовали                  | Нису се квалификовали                  | 2                                     | 0                                     | 0                                     | 2                                     | 6                                     | 7                                     |                                    |
| 1986.                  | Нису учествовали                       | Нису учествовали                       | Нису учествовали                       | Нису учествовали                       | Нису учествовали                       | Нису учествовали                       | Нису учествовали                       | Нису учествовали                       | Одбили да наступају у квалификацијама | Одбили да наступају у квалификацијама | Одбили да наступају у квалификацијама | Одбили да наступају у квалификацијама | Одбили да наступају у квалификацијама | Одбили да наступају у квалификацијама |                                    |
| 1990.                  | Нису учествовали                       | Нису учествовали                       | Нису учествовали                       | Нису учествовали                       | Нису учествовали                       | Нису учествовали                       | Нису учествовали                       | Нису учествовали                       | Одбили да наступају у квалификацијама | Одбили да наступају у квалификацијама | Одбили да наступају у квалификацијама | Одбили да наступају у квалификацијама | Одбили да наступају у квалификацијама | Одбили да наступају у квалификацијама |                                    |
| 1994.                  | Нису се квалификовали                  | Нису се квалификовали                  | Нису се квалификовали                  | Нису се квалификовали                  | Нису се квалификовали                  | Нису се квалификовали                  | Нису се квалификовали                  | Нису се квалификовали                  | 4                                     | 0                                     | 1                                     | 3                                     | 3                                     | 11                                    |                                    |
| 1998.                  | Нису се квалификовали                  | Нису се квалификовали                  | Нису се квалификовали                  | Нису се квалификовали                  | Нису се квалификовали                  | Нису се квалификовали                  | Нису се квалификовали                  | Нису се квалификовали                  | 2                                     | 0                                     | 1                                     | 1                                     | 1                                     | 3                                     |                                    |
| 2002.                  | Нису се квалификовали                  | Нису се квалификовали                  | Нису се квалификовали                  | Нису се квалификовали                  | Нису се квалификовали                  | Нису се квалификовали                  | Нису се квалификовали                  | Нису се квалификовали                  | 2                                     | 1                                     | 0                                     | 1                                     | 2                                     | 2                                     |                                    |
| 2006.                  | Нису се квалификовали                  | Нису се квалификовали                  | Нису се квалификовали                  | Нису се квалификовали                  | Нису се квалификовали                  | Нису се квалификовали                  | Нису се квалификовали                  | Нису се квалификовали                  | 2                                     | 0                                     | 0                                     | 0                                     | 3                                     | 5                                     |                                    |
| 2010.                  | Нису се квалификовали                  | Нису се квалификовали                  | Нису се квалификовали                  | Нису се квалификовали                  | Нису се квалификовали                  | Нису се квалификовали                  | Нису се квалификовали                  | Нису се квалификовали                  | 12                                    | 4                                     | 3                                     | 5                                     | 10                                    | 10                                    |                                    |
| 2014.                  | Нису се квалификовали                  | Нису се квалификовали                  | Нису се квалификовали                  | Нису се квалификовали                  | Нису се квалификовали                  | Нису се квалификовали                  | Нису се квалификовали                  | Нису се квалификовали                  | 8                                     | 2                                     | 3                                     | 3                                     | 7                                     | 10                                    |                                    |
| 2018.                  | Нису се квалификовали                  | Нису се квалификовали                  | Нису се квалификовали                  | Нису се квалификовали                  | Нису се квалификовали                  | Нису се квалификовали                  | Нису се квалификовали                  | Нису се квалификовали                  | 2                                     | 1                                     | 0                                     | 1                                     | 1                                     | 1                                     |                                    |
| 2022.                  | Биће одлучено                          | Биће одлучено                          | Биће одлучено                          | Биће одлучено                          | Биће одлучено                          | Биће одлучено                          | Биће одлучено                          | Биће одлучено                          | Биће одлучено                         | Биће одлучено                         | Биће одлучено                         | Биће одлучено                         | Биће одлучено                         | Биће одлучено                         |                                    |
| 2026.                  | Биће одлучено                          | Биће одлучено                          | Биће одлучено                          | Биће одлучено                          | Биће одлучено                          | Биће одлучено                          | Биће одлучено                          | Биће одлучено                          | Биће одлучено                         | Биће одлучено                         | Биће одлучено                         | Биће одлучено                         | Биће одлучено                         | Биће одлучено                         |                                    |
| Укупно                 |                                        | 0/21                                   |                                        |                                        |                                        |                                        |                                        |                                        | 34                                    | 8                                     | 8                                     | 18                                    | 30                                    | 49                                    |                                    |

## Афрички куп нација
| Успеси на Афричком купу нација | Успеси на Афричком купу нација | Успеси на Афричком купу нација | Успеси на Афричком купу нација | Успеси на Афричком купу нација | Успеси на Афричком купу нација | Успеси на Афричком купу нација | Успеси на Афричком купу нација | Успеси на Афричком купу нација |
| Година                         | Коло                           | Пласман                        | Ут                             | П                              | Н                              | И                              | Гол+                           | Гол-                           |
| ------------------------------ | ------------------------------ | ------------------------------ | ------------------------------ | ------------------------------ | ------------------------------ | ------------------------------ | ------------------------------ | ------------------------------ |
| 1957−1980.                     | Нису учествовали               | Нису учествовали               | Нису учествовали               | Нису учествовали               | Нису учествовали               | Нису учествовали               | Нису учествовали               | Нису учествовали               |
| 1982.                          | Нису се квалификовали          | Нису се квалификовали          | Нису се квалификовали          | Нису се квалификовали          | Нису се квалификовали          | Нису се квалификовали          | Нису се квалификовали          | Нису се квалификовали          |
| 1984.                          | Нису се квалификовали          | Нису се квалификовали          | Нису се квалификовали          | Нису се квалификовали          | Нису се квалификовали          | Нису се квалификовали          | Нису се квалификовали          | Нису се квалификовали          |
| 1986.                          | Групна фаза                    | 8/8                            | 3                              | 0                              | 0                              | 3                              | 0                              | 7                              |
| 1988.                          | Нису се квалификовали          | Нису се квалификовали          | Нису се квалификовали          | Нису се квалификовали          | Нису се квалификовали          | Нису се квалификовали          | Нису се квалификовали          | Нису се квалификовали          |
| 1990.                          | Нису се квалификовали          | Нису се квалификовали          | Нису се квалификовали          | Нису се квалификовали          | Нису се квалификовали          | Нису се квалификовали          | Нису се квалификовали          | Нису се квалификовали          |
| 1992.                          | Нису се квалификовали          | Нису се квалификовали          | Нису се квалификовали          | Нису се квалификовали          | Нису се квалификовали          | Нису се квалификовали          | Нису се квалификовали          | Нису се квалификовали          |
| 1994.                          | Нису се квалификовали          | Нису се квалификовали          | Нису се квалификовали          | Нису се квалификовали          | Нису се квалификовали          | Нису се квалификовали          | Нису се квалификовали          | Нису се квалификовали          |
| 1996.                          | Групна фаза                    | 14/15                          | 3                              | 0                              | 1                              | 2                              | 1                              | 4                              |
| 1998.                          | Групна фаза                    | 16/16                          | 3                              | 0                              | 0                              | 3                              | 1                              | 8                              |
| 2000.                          | Нису се квалификовали          | Нису се квалификовали          | Нису се квалификовали          | Нису се квалификовали          | Нису се квалификовали          | Нису се квалификовали          | Нису се квалификовали          | Нису се квалификовали          |
| 2002.                          | Нису се квалификовали          | Нису се квалификовали          | Нису се квалификовали          | Нису се квалификовали          | Нису се квалификовали          | Нису се квалификовали          | Нису се квалификовали          | Нису се квалификовали          |
| 2004.                          | Нису се квалификовали          | Нису се квалификовали          | Нису се квалификовали          | Нису се квалификовали          | Нису се квалификовали          | Нису се квалификовали          | Нису се квалификовали          | Нису се квалификовали          |
| 2006.                          | Нису се квалификовали          | Нису се квалификовали          | Нису се квалификовали          | Нису се квалификовали          | Нису се квалификовали          | Нису се квалификовали          | Нису се квалификовали          | Нису се квалификовали          |
| 2008.                          | Нису се квалификовали          | Нису се квалификовали          | Нису се квалификовали          | Нису се квалификовали          | Нису се квалификовали          | Нису се квалификовали          | Нису се квалификовали          | Нису се квалификовали          |
| 2010.                          | Групна фаза                    | 15/15                          | 3                              | 0                              | 1                              | 2                              | 2                              | 7                              |
| 2012.                          | Нису се квалификовали          | Нису се квалификовали          | Нису се квалификовали          | Нису се квалификовали          | Нису се квалификовали          | Нису се квалификовали          | Нису се квалификовали          | Нису се квалификовали          |
| 2013.                          | Нису се квалификовали          | Нису се квалификовали          | Нису се квалификовали          | Нису се квалификовали          | Нису се квалификовали          | Нису се квалификовали          | Нису се квалификовали          | Нису се квалификовали          |
| 2015.                          | Нису се квалификовали          | Нису се квалификовали          | Нису се квалификовали          | Нису се квалификовали          | Нису се квалификовали          | Нису се квалификовали          | Нису се квалификовали          | Нису се квалификовали          |
| 2017.                          | Нису се квалификовали          | Нису се квалификовали          | Нису се квалификовали          | Нису се квалификовали          | Нису се квалификовали          | Нису се квалификовали          | Нису се квалификовали          | Нису се квалификовали          |
| 2019.                          | Квалификације у току           | Квалификације у току           | Квалификације у току           | Квалификације у току           | Квалификације у току           | Квалификације у току           | Квалификације у току           | Квалификације у току           |
| 2021.                          | Будући догађај                 | Будући догађај                 | Будући догађај                 | Будући догађај                 | Будући догађај                 | Будући догађај                 | Будући догађај                 | Будући догађај                 |
| 2023.                          | Будући догађај                 | Будући догађај                 | Будући догађај                 | Будући догађај                 | Будући догађај                 | Будући догађај                 | Будући догађај                 | Будући догађај                 |
| Укупно                         | Групна фаза                    | 4/31                           | 12                             | 0                              | 2                              | 10                             | 4                              | 26                             |